# 樟板乡贤第
樟板乡贤第，位于中国福建省永泰县同安镇樟坂村，清代后期建，整体建筑保存完好，由屋前池塘、上下厅及左右护厝、后部横屋组成，总面积2737.82平方米。主厅面阔七间，两侧有回廊，进深七柱，前出游廊并有后廊，装修精致。为清代理学家、咸丰元年特赐进士、乡贤余潜士的故居。余潜士及其儿媳张瑞贞均为教育家，其门人弟子等在闽台二地有较大影响。附属文物有余潜士墓、张太君墓。2009年11月16日公布为第七批福建省文物保护单位。